# Cavalo islandês
O cavalo islandês é uma raça de cavalos, desenvolvida desde há 1 000 anos na Islândia, para onde foi levada pelos vikings.
É conhecido por ser pequeno como um pónei, poder transportar facilmente um adulto, ter um temperamento calmo, e poder ter uma ou duas formas de andamento especiais ("tölt" e "skeið"), para além das habituais três (passo, trote e galope).

Embora sejam pequenos e semelhantes aos pôneis, a maioria dos registros aponta-na como uma raça de cavalo. Cavalos islandeses costumam ter vidas longas e são muito resistentes, sendo que em seu país de origem apresentam poucas doenças. Por lei, proíbe-se a importação de cavalos para o país, e os animais exportados não estão autorizados a retornar. Esta raça exibe duas marchas além da típica caminhada, trote e galope geralmente exibidas por outras raças.
Apesar de ser a única raça de cavalo na Islândia, também é popular internacionalmente, e existem populações consideráveis em outros países da Europa e na América do Norte. A raça ainda é utilizada para o trabalho de pastoreio tradicional em seu país natal, bem como para lazer, exibição e corrida.

Desenvolvida a partir de pôneis levados para a Islândia por colonos nórdicos nos séculos IX e X, a raça é mencionada na literatura e nos registros históricos islandeses. A primeira referência a um cavalo nomeado aparece no século XII. Os cavalos eram venerados na mitologia nórdica, um costume levado à Islândia pelos primeiros colonos do país. A criação seletiva ao longo dos séculos desenvolveu a raça em sua forma atual. A seleção natural também tem desempenhado um papel significativo no desenvolvimento da raça, pois o clima islandês contribuiu para a morte de muitos cavalos por causa do frio e da fome. Na década de 1780, grande parte da raça foi varrida pelo rescaldo de uma erupção vulcânica do Lakagígar. A primeira sociedade da raça para o cavalo islandês foi criada na Islândia em 1904, e atualmente a raça é representada por organizações em 19 nações, que são associadas à Federação Internacional de Associações de Cavalo Islandês (FEIF).

## Características

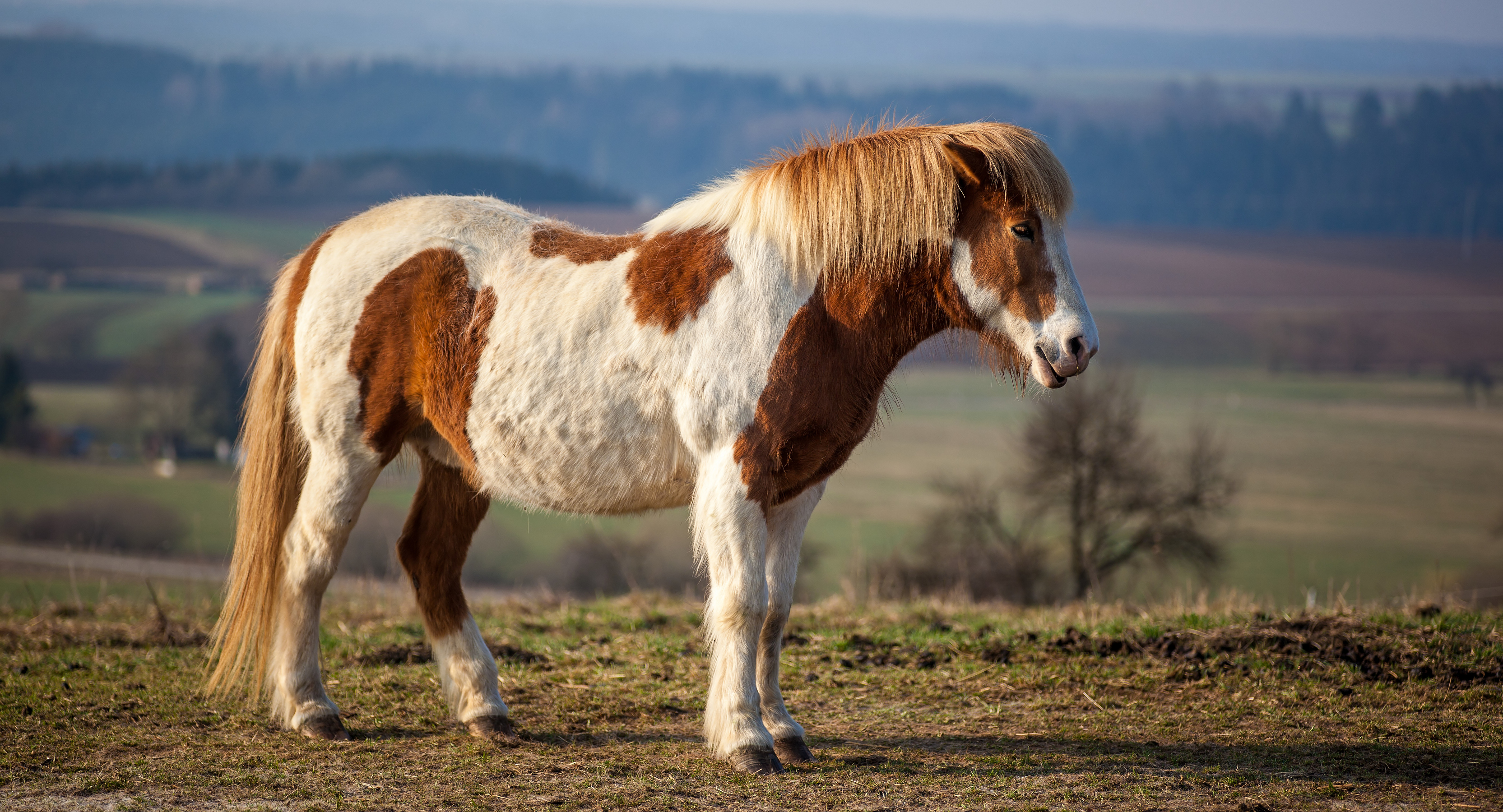
Cavalo islandês em março de 2012

Os cavalos islandeses pesam entre 330 e 380 kg (730 e 840 lb) e têm uma média de 132 e 142 cm (52 e 56 polegadas) de altura, muitas vezes considerados como tendo o tamanho de um pônei, mas os criadores e os registros da raça sempre se referem como sendo cavalos. Várias teorias foram apresentadas sobre o porquê de esta raça ser classificada como um cavalo, entre elas as questões do temperamento animado e da personalidade forte. Outras sugerem que o peso da raça, a estrutura óssea e a capacidade de carregar peso significa que ela pode ser classificada como um cavalo, em vez de um pônei. A raça tem várias cores de pelagem, incluindo castanho, marrom, preto, cinza, palomino e branco intercalado com outras cores. Há mais de 100 nomes para várias cores e padrões de cores na língua islandesa. Além disso, apresentam cabeças bem proporcionadas, com perfis retos e testa larga. O pescoço é curto, musculoso e largo na base; a cernelha é larga e baixa; o peito é profundo; os ombros são musculosos e ligeiramente inclinados; o dorso é comprido; a garupa é larga, musculosa, curta e ligeiramente inclinada; as pernas são fortes e curtas, de ossos relativamente longos e com travadouros curtos. A crina e a cauda são cheias de pelos grossos, e a cauda é baixa. A raça é conhecida por ser resistente e por poder viver com relativamente pouca comida. A raça tem uma pele dupla desenvolvida para isolamento extra em temperaturas frias.

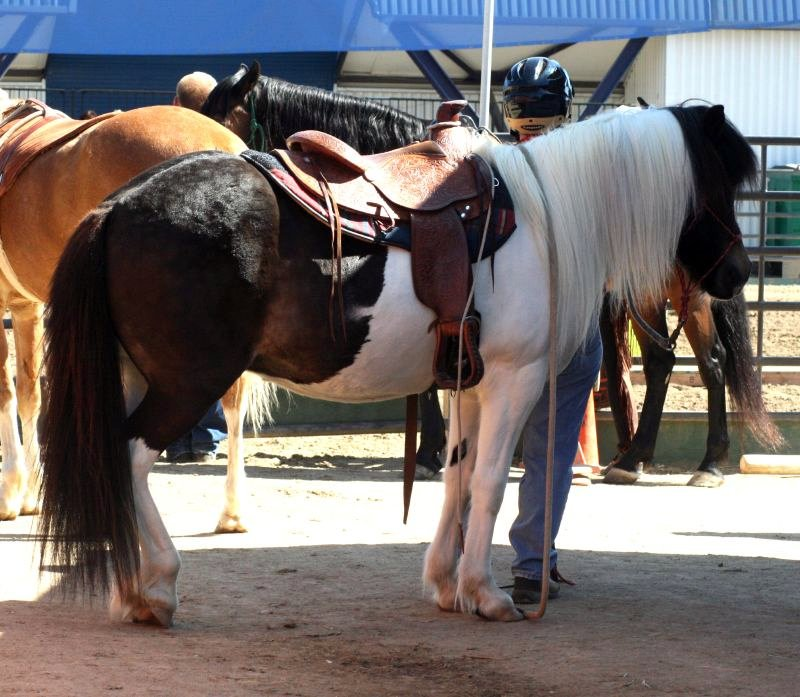
Cavalo islandês pronto para ser montado

As características diferem entre os vários grupos de cavalos islandeses, dependendo do foco de criadores individuais. Alguns se concentram em animais para o trabalho de tropa e de tração, que são distintos daqueles criados para o trabalho sob sela, que são cuidadosamente selecionados por suas capacidades de realizar as tradicionais marchas islandesas. Outros são criados exclusivamente para abate. Alguns criadores se concentram apenas em determinadas cores de pelagens.
Os membros da raça não são geralmente montados até que tenham quatro anos de idade, e o desenvolvimento estrutural não é completo até a idade de sete anos. Seus anos mais produtivos são entre oito e dezoito anos, embora mantenham sua força e vigor em seus vinte anos. Uma égua islandesa que viveu na Dinamarca atingiu uma idade recorde de 56 anos, enquanto outro cavalo, que viveu na Grã-Bretanha, atingiu a idade de 42 anos. Os cavalos são altamente férteis, e ambos os sexos são aptos para reprodução até a idade de 25; registros apontam que éguas pariram na idade de 27. Os cavalos tendem a não se assustarem facilmente, provavelmente por não haver predadores naturais em seu território nativo. Os membros tendem a ser amigáveis, dóceis e fáceis de manusear, embora também entusiasmados e seguros de si mesmos. Como resultado do seu isolamento de outros cavalos, doenças na raça na Islândia são em sua maioria desconhecidas, exceto alguns tipos de parasitas internos. A baixa prevalência de doenças na Islândia é mantida por leis que previnem que cavalos exportados do país retornem, além da exigência de que todos os equipamentos equinos recebidos no país sejam novos ou totalmente desinfetados. Como resultado, os cavalos nativos não têm imunidade adquirida às doenças, e um surto na ilha poderia ser devastador para a raça. Esta situação apresenta problemas com a exibição de cavalos islandeses nativos contra outros da mesma raça oriundos de fora do país, visto que nenhum gado de qualquer espécie pode ser importado para a Islândia, e uma vez que os cavalos deixam o país, não estão autorizados a retornar.

## Andaduras

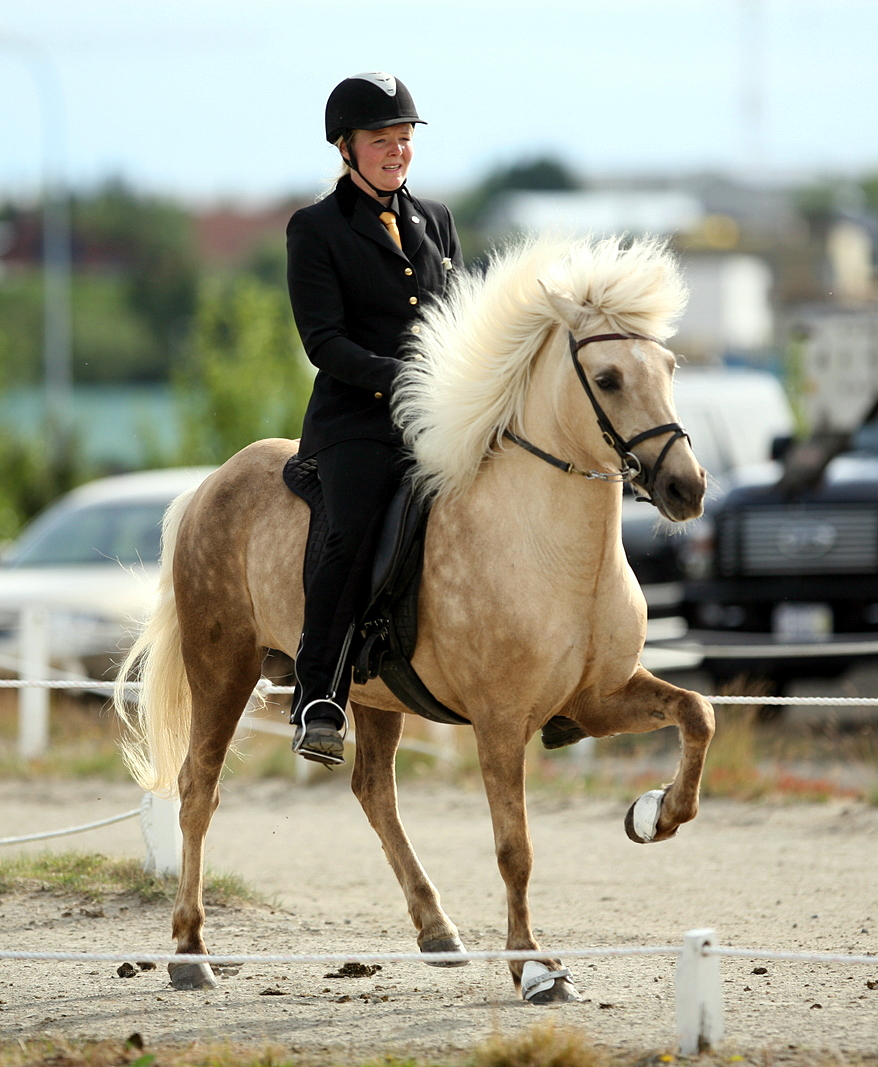
Cavalo islandês com parte do corpo coberto de fuligem.

Esta raça apresenta cinco tipos de marchas e é conhecida por seu andar seguro e por sua capacidade de atravessar terrenos acidentados. Além da típica caminhada, trote e galope, a raça é conhecida por sua capacidade de realizar duas marchas adicionais. Embora a maioria dos especialistas em cavalos considere o trote e o galope diferentes, com base em uma pequena variação no padrão de pisadas, os registros da raça islandesa consideram o trote e o galope uma marcha, daí o termo "cinco marchas".
A primeira marcha adicional é uma lateral de quatro batidas, conhecida como tölt, caracterizada por sua aceleração explosiva e velocidade; são confortáveis para montar. Há uma variação considerável no estilo dentro da marcha, e assim o tölt é variado comparado às marchas laterais similares, tais como o passo travado da raça Garrana, do rack da raça Saddlebred Americano, o largo da raça Paso Fino, ou o running walk da raça Tennessee Walking. Como todas as marchas laterais, o padrão é o mesmo da caminhada (traseira esquerda, frente esquerda, traseira direita, frente direita), mas difere desta porque pode ser realizada em uma série de velocidades, a partir da velocidade de uma típica caminhada rápida até a velocidade de um galope normal. Alguns cavalos islandeses preferem realizar o tölt, enquanto outros preferem trotar; treinamentos corretos podem melhorar as marchas fracas, mas o tölt é uma marcha natural presente desde o nascimento. Existem dois tipos de tölt que são considerados incorretos pelos criadores. O primeiro é um passo desigual chamado Pig's Pace ou piggy-pace (em português: "Passo do porco" ou "passo do porquinho", respectivamente), que está mais próximo de um passo de duas batidas do que de uma marcha de quatro batidas. O segundo é chamado de valhopp e é uma combinação de tölt e galope, sendo mais frequentemente visto em cavalos jovens destreinados ou nos que misturam suas marchas. Ambos os tipos são normalmente desconfortáveis para montar.
A raça também realiza uma marcha chamada de skeið, flugskeið ou "passo voador". Ele é usado em corridas de estimulação, sendo rápido e suave, com alguns cavalos capazes de atingir até 48 km/h (30 mph). Nem todos os cavalos islandeses podem executar esta marcha; os animais que performam tanto o tölt quanto o "passo voador", além da marcha tradicional, são considerados os melhores da raça. O "passo voador" é uma marcha lateral de duas batidas com um momento de suspensão entre as pisadas; cada lado toca o chão quase simultaneamente (traseira esquerda e frente esquerda, suspensão, traseira direita e frente direita). Intende-se que seja realizada por cavalos bem treinados e equilibrados, com cavaleiros bem qualificados. Não é uma marcha utilizada para viagens de longas distâncias, pois um ritmo lento é desconfortável para o cavaleiro e não é incentivado durante os treinamentos de performance de marchas. Embora a maioria dos cavalos corra com arreios e charretes (ou sulkies), os cavalos islandeses correm apenas montados.

## História

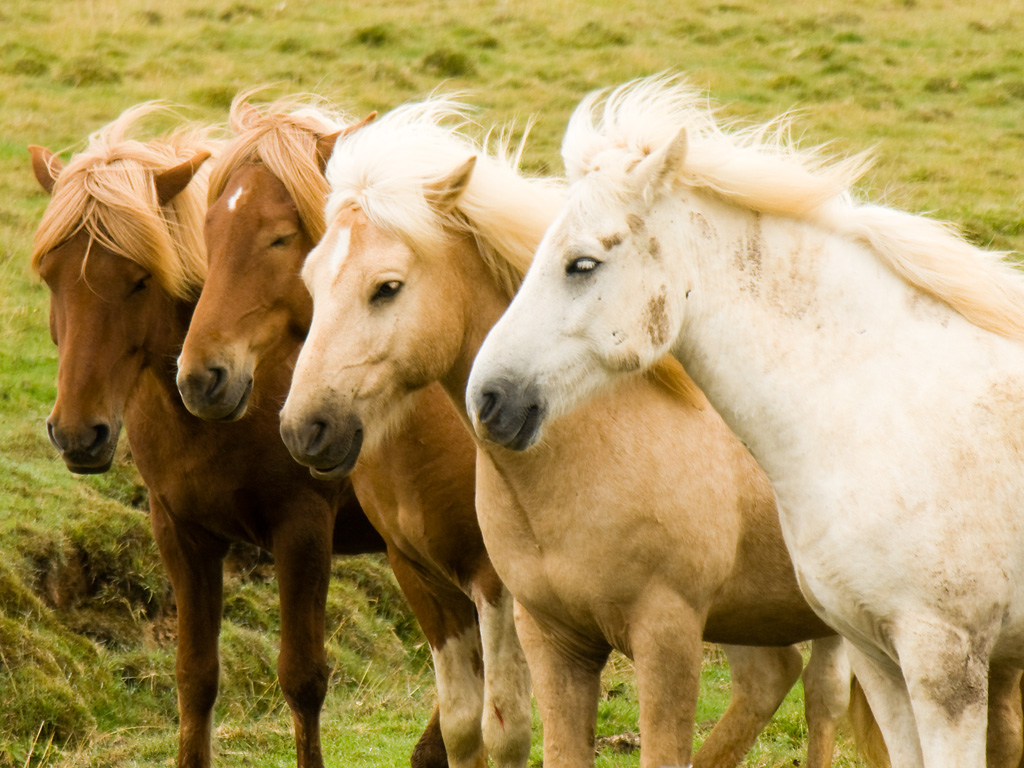
Rebanho de cavalos islandeses em agosto de 2007

Os antepassados do cavalo islandês foram levados provavelmente à Islândia por escandinavos da Era Viquingue entre 860 e 935. Os colonizadores nórdicos foram seguidos por imigrantes de colônias nórdicas na Irlanda, na Ilha de Man e nas Ilhas Ocidentais da Escócia. Estes colonos mais atrasados chegaram com os antepassados do que viria a se tornar em outro lugar os pôneis Shetland, Highland e Connemara, que foram cruzados com os animais previamente importados. Também pode ter havido uma ligação com o pônei Iacuto, originário da Sibéria, e a raça tem semelhanças físicas com o cavalo de Northlands da Noruega. Outras raças com características similares incluem o pônei de Faroe, das Ilhas Feroe, e o cavalo Fjord norueguês. Análises genéticas revelaram ligações entre o cavalo mongol e o cavalo islandês. Acredita-se que cavalos mongóis tenham sido originalmente importados da Rússia por comerciantes suecos; este estoque mongol importado posteriormente contribuiu para as raças Fjord, Exmoor, Highland, Shetland e Connemara, as quais foram encontradas para ser geneticamente ligadas ao cavalo islandês.
Cerca de 900 anos atrás, tentativas foram feitas para introduzir o sangue oriental no islandês, resultando em uma degeneração do estoque. Em 982, o Parlamento da Islândia aprovou as leis que proibiram a importação de cavalos para a Islândia, assim terminando o cruzamento das raças. A raça tem sido criada pura no país por mais de 1.000 anos.
Os primeiros povos nórdicos veneravam o cavalo como um símbolo da fertilidade, e os cavalos brancos foram abatidos em festas sacrificatórias e em rituais. Quando esses colonos chegaram à Islândia, levaram com eles as suas crenças e os seus cavalos. Os cavalos desempenharam um papel importante nos mitos nórdicos, entre eles um de oito patas chamado Sleipnir, propriedade de Odin, chefe dos deuses nórdicos. Skalm, uma égua que é o primeiro cavalo islandês conhecido pelo nome, apareceu no Landnámabók do século XII. De acordo com o livro, um chefe tribal chamado Seal-Thorir fundou um assentamento no local onde Skalm parou e deitou com sua mochila. Os cavalos também desempenham papéis importantes nas sagas islandesas Hrafnkels, Njáll e Grettis. Embora escritas no século XIII, essas três sagas estavam definidas já no século IX. Essa literatura adiantada tem atualmente certa influência, com muitos clubes da equitação e de rebanhos de cavalos na Islândia moderna carregando ainda os nomes dos cavalos da mitologia nórdica.

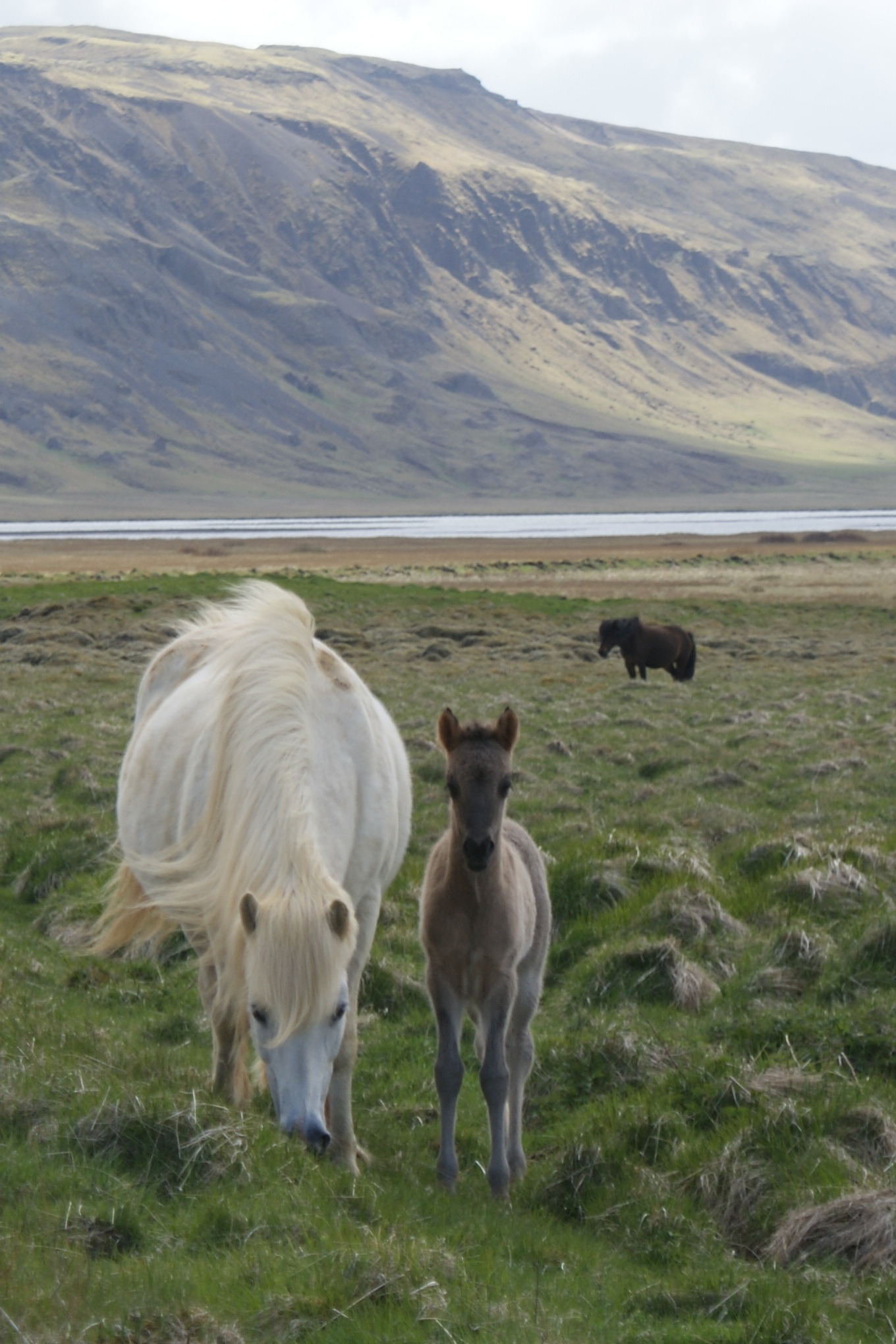
Égua e potro islandeses

Os cavalos foram muitas vezes considerados os bens mais preciosos de um islandês medieval. Indispensáveis aos guerreiros, os cavalos de guerra foram enterrados às vezes ao lado de seus cavaleiros, e muitas histórias de suas ações foram contadas. Os islandeses também organizavam lutas sangrentas entre garanhões; essas lutas foram realizadas para o entretenimento e para escolher os melhores animais para criação, sendo descritos na literatura e nos registros oficiais do período da Commonwealth islandesa, de 930 a 1262. As lutas dos garanhões eram parte importante da cultura islandesa, e as rixas físicas e verbais entre os espectadores eram bastante comuns. Os conflitos nas lutas de cavalos deram aos rivais uma chance de melhorar suas posições políticas e sociais às custas de seus inimigos e tiveram amplas repercussões em ambos os contextos, conduzindo às vezes à reestruturação de alianças políticas. No entanto, nem todas as lutas humanas eram graves, e os eventos proporcionavam um palco para amigos e até mesmo inimigos para a batalha sem a possibilidade de grandes consequências. O cortejo entre homens e mulheres jovens também era comum em lutas de cavalos.
A seleção natural desempenhou um papel importante no desenvolvimento da raça, já que um grande número de cavalos morreram por falta de comida e por exposição a elementos da natureza. Entre 874 e 1300, durante condições climáticas mais favoráveis no período quente medieval, criadores islandeses criaram cavalos seletivamente de acordo com regras especiais de cor e conformação. De 1300 a 1900, a reprodução seletiva tornou-se menos prioritária; o clima era frequentemente severo e muitos cavalos e povos morreram. Entre 1783 e 1784, cerca de 70% dos cavalos na Islândia foram mortos por intoxicação pelas cinzas vulcânicas e pela fome após a erupção do Lakagígar em 1783. A erupção durou oito meses, cobriu com lava centenas de quilômetros quadrados de terra e redirecionou ou secou vários rios. A população recuperou-se lentamente durante os cem anos seguintes e, a partir do início do século XX, a reprodução seletiva voltou a ser importante. As primeiras sociedades islandesas da raça foram estabelecidas em 1904, e o primeiro registro da raça na Islândia foi estabelecido em 1923.

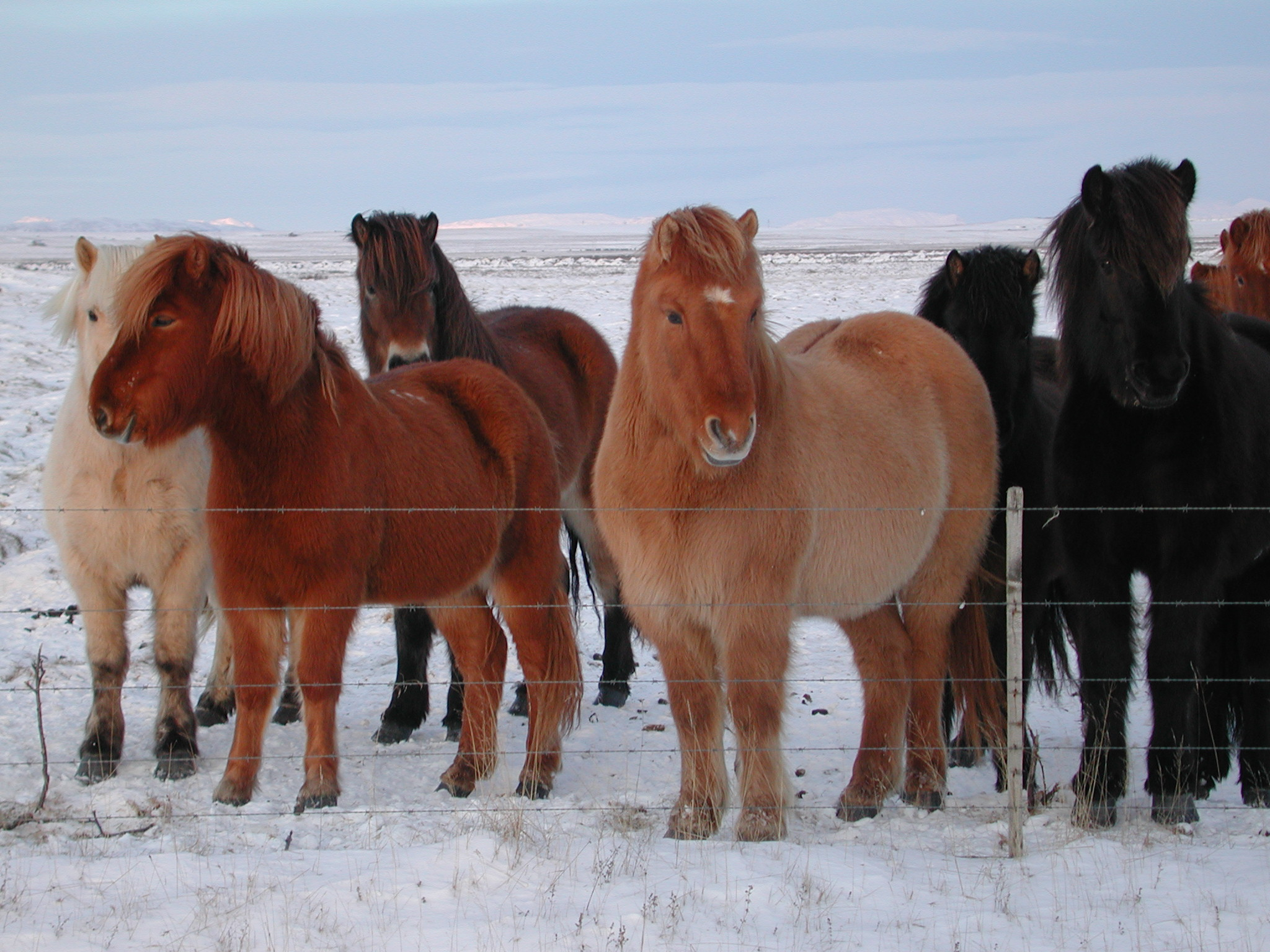
Cavalos islandeses durante o inverno relativamente suave da Islândia

Cavalos islandeses foram exportados para a Grã-Bretanha antes do século XX para trabalharem como pôneis nas minas de carvão, por causa de sua grande força e tamanho pequeno. No entanto, esses cavalos nunca foram registrados e poucas evidências de suas existências permanecem. As primeiras exportações formais de cavalos islandeses foram para a Alemanha na década de 1940. As primeiras importações oficiais da Grã-Bretanha foram em 1956, quando um fazendeiro escocês, Stuart McKintosh, iniciou um novo programa de criação. Outros reprodutores na Grã-Bretanha seguiram a liderança da McKintosh, e assim a Sociedade de Cavalos da Inglaterra foi formada em 1986. O número de cavalos islandeses exportados para outras nações tem aumentado constantemente desde as primeiras exportações em meados do século XIX. Desde 1969, várias sociedades têm trabalhado em conjunto para preservar, melhorar e comercializar estes cavalos sob os auspícios da Federação Internacional de Associações de Cavalo Islandês. Atualmente, esta raça permanece reconhecida por sua pureza de sangue e por ser a única raça de cavalo na Islândia.
O cavalo islandês é especialmente popular na Europa Ocidental, Escandinávia e América do Norte. No fim de 2018, havia 96.689 cavalos islandeses registrados vivos em seu país de origem (em comparação com uma população humana aproximada de 350 mil), e outros 179.242 registrados vivos em outros países. Cerca de 56 mil estão na Alemanha, onde há muitos clubes de equitação ativos e sociedades de raças.

## Usos
Cavalos islandeses ainda desempenham um papel importante na vida islandesa, apesar da crescente mecanização e das melhorias nas estradas, que diminuem a necessidade de uso da raça. A primeira corrida oficial de cavalos islandeses foi realizada em Akureyri em 1874, e muitas corridas ainda são realizadas em todo o país de abril a junho. Ambas as competições de galope e de passada são realizadas, bem como classes de desempenho mostrando marchas únicas da raça. Eventos de inverno são muitas vezes realizados, incluindo corridas em corpos de águas congelados. Em 2009, tal evento resultou em cavalos e cavaleiros caindo na água e precisando ser resgatados. Os primeiros shows, focados na qualidade dos animais como reprodutores, foram realizados em 1906. A Sociedade Agrícola da Islândia, juntamente com a Associação Nacional de Clubes Equestres, atualmente organiza apresentações regulares com uma ampla variedade de classes. Alguns cavalos ainda são criados para abate, e grande parte da carne é exportada para o Japão. Os fazendeiros ainda utilizam a raça para reunir ovelhas no planalto islandês, mas a maioria é usada para competição e lazer.

## Registro
Atualmente, o cavalo islandês é representado por associações em 19 países, com a Federação Internacional de Associações de Cavalo Islandês (FEIF) servindo como uma organização-mãe governamental internacional. A FEIF foi fundada em 25 de maio de 1969, com seis países membros originais: Áustria, Dinamarca, Alemanha, Islândia, Países Baixos e Suíça. França e Noruega aderiram em 1971, e Bélgica e Suécia em 1975. Mais tarde, Finlândia, Canadá, Grã-Bretanha, Estados Unidos, Ilhas Faroe, Luxemburgo, Itália e Eslovênia tornaram-se membros; em 2017, Liechtenstein tornou-se um novo membro. A Nova Zelândia e a Austrália receberam o estatuto de "membros associados", uma vez que as suas bases de membros ainda são pequenas. Em 2000, o WorldFengur foi estabelecido pelo governo islandês em cooperação com a FEIF como o registro oficial para os cavalos islandeses. O WorldFengur é um programa de banco de dados na web utilizado como um livro de registros para acompanhar a história e as linhagens da raça islandesa, contendo informações sobre pedigree, criadores, proprietários, prole, fotos, avaliações e identificação de cada cavalo registrado.